# Im Lebenswirbel
Im Lebenswirbel is een Duitse stomme film uit 1918 onder regie van Heinz Schall. Destijds werd de film in Nederland uitgebracht onder de titel In den maalstroom des levens. Het Nederlands Filmmuseum bezit de enige bewaard gebleven kopie en toonde deze vanaf 2005 voor het eerst voor het publiek. Alle andere kopieën werden in Duitsland bewaard en zijn alle verloren gegaan bij een brand.
Het Nederlands Filmmuseum beweert dat de film in 1916 is uitgebracht, waardoor er veel twijfel is wanneer hij precies in première is gegaan.

## Plot
Nielsen speelt femme fatale Lena. Ze is getrouwd met een oude en zieke man, die op het punt staat te sterven. Terwijl hij zijn laatste dagen doorbrengt in hun huis, is zij aan het flirten met de charmante jongeman Frits. Er gaan jaren voorbij, haar echtgenoot is inmiddels overleden en op een dag neemt haar liefde voor Frits een fatale wending.

## Rolbezetting
| Acteur           | Personage |
| ---------------- | --------- |
| Asta Nielsen     | Lena      |
| Bruno Eichgrün   | Frits     |
| Walter Wolffgram |           |